# Pseudatrichia melanderi
Pseudatrichia melanderi är en tvåvingeart som beskrevs av Kelsey 1969. Pseudatrichia melanderi ingår i släktet Pseudatrichia och familjen fönsterflugor.
Artens utbredningsområde är Kalifornien. Inga underarter finns listade i Catalogue of Life.